# Mielec (gmina)
Mielec est une gmina rurale du powiat de Mielec, Basses-Carpates, dans le sud-est de la Pologne. Son siège est la ville de Mielec, bien qu'elle ne fasse pas partie du territoire de la gmina.
La gmina couvre une superficie de 122,12 km2 pour une population de 12 112 habitants.

## Géographie
La gmina inclut les villages de Boża Wola, Chorzelów, Chrząstów, Goleszów, Książnice, Podleszany, Rydzów, Rzędzianowice, Szydłowiec, Trześń, Wola Chorzelowska, Wola Mielecka et Złotniki.
La gmina borde la ville de Mielec et les gminy de Borowa, Cmolas, Czermin, Gawłuszowice, Niwiska, Przecław, Radomyśl Wielki, Tuszów Narodowy et Wadowice Górne.